# Јеринин град (Ваљево)
Бранговић – Браниг – је средњовековно утврђење Јеринин град на западним обронцима брда Браниг у селу Бранговић. Остаци града налазе се на десној обали Градца, која се доста стрмо спушта према обали. Развалине овог града народ је звао Бежане, јер су се ту склањали пред Турцима. Градске зидине мештани приписују вили „проклетој“ Јерини.

## Опште карактеристике
Бранговићи (или Јеринин град) је тврђава која се налази 5 km јужно од Ваљева, а назив је добила по најближем засеоку, пошто се утврђење, по досадашњим истраживањима, не помиње у историјским изворима. Подигнуто је на високој стени изнад Граца на чијем је врху смештена Донжон кула, од које се дуги бедеми спуштају низ оштру падину, на којој се налазило насеље, до саме реке. Утврђење је неправилног вишеугаоног облика, дужине 320m, ширине 220m, највиша тачка се налази на надморској висини од 441m, а најнижа на 268m. Сачувана површина утврђења износи 3 ha, што представља до сада највеће такво утврђење у северозападној Србији. Остаци рушевина нам указују да су зидине утврђења биле од притесаног камена и кречног малтера. Утврђење је подигнуто тако да са две стране оштре литице ојачане бедемима онемогућавају приступ, са треће је чува Донжон кула која је подигнута на крају уске окомите стене којом је једва могуће проћи, док је са четврте стране заштићена самом реком. На највишој коти утврђења, са источне стране, налази се кула димензија 5x7m, која је имала одбрамбену улогу. Супротно њој на западној страни налази се кула на најнижој коти брда димензија 7,1 m са 6,6 m. За остале куле се претпоставља да су биле сличних димензија. На простору доњег града налази се рушевине цркве (с краја V или почетком 6. века, a и да је срушена приликом аварске и словенске опсаде крајем VI и почетком 7. века, која је подигнута на темељима грађевине која је изгорела у IV-ом веку ), димензија 13m са 9m, висине зидова од 1,7m, на 1,3m од литице изнад кањона Граца, поред ње су пронађене још две додатне просторије(које се надовезују на цркву, с зидинама млађим од зидина саме цркве) и гробницу димензија 2x1m, koja је опљачкана у античком периоду, с скелетним остацима четири особа. Локалитет се налази под окривљем Градца и поред манастира Ћелија.

## Историја
На основу обављених истраживања, утврђено је да је град подигнут још у 4. веку и да је служио као епископско седиште за тај део Балканског полуострва, пошто су у остацима једнобродне цркве у њему, пронађени остаци епископског престола. Истраживања су такође показала и да је тврђава и град у њој, разарана и обнављана неколико пута током варварске најезде, да би у 10. веку била потпуно напуштена и препуштена зубу времена, можда услед српско-мађарских борби које су на том простору вођене, за време кнеза Часлава (после 927 — око 950). Лоцирање цркве на свега два метра од камене литице у самом југозападном углу утврђења, нам указује да је унутар бедема Јерининог града, у то време, постојало добро развијено насеље са великим бројем грађевина, те је нова црква морала бити саграђена на самој периферији. Живот у утврђењу се на основу сратиграфске ситуације у кули 1 и цркви може датовати у касноантички период око 6. века.
Технике њене градње припадају традицији рано Византијске војне архитектуре. Наиме, историјски је познато да током VI века, почев од владавине цара Анастасија започиње и велика обнова Лимесе, северне границе Царства. Кулминацију је ова обнова доживела за време Јустинијана до средине столећа. Сасвим је могуће да је тврђава у Бранговићу тада подигнута. Зашто баш у кањону Градца? Познато је да је баш овај правац историјски имао велики значај још за време владавине Римског царства, јер је повезивао један од главних градова (Сирмиј) са богатом рудоносном облашћу Подриња и источне Босне. Пут је даље водио до Далмације (Салоне) и био је један од кључних у економском систему овог дела Царства. Стога, не би требало искључити могућност да је утврђење Браниг настало на темељима неког ранијег кастела.
Евидентирана су два слоја паљевине и разарања, један из прве половине V века, и други са краја VI века. Откривени су налази који указују да се живот одвијао и у периоду од VII до X века, у време насељавања Словена и Срба. Тако да се на овом месту развио значајни регионални центар највероватније повезан са трговином и експлоатацијом и прерадом руда. Постоји могућност да је сама фортификација каснији додатак, са краја IV века, како би се заштитило насеље поред реке. Заједница унутар зидина Јерениног града се каснијих година преместила неколико километара низводно, на ушће Градца у Колубару, где је настало језгро савременог Ваљева.
У слојевима рушења овог насељеног места и утврђења остали су записани трагови грчевите борбе, коју су Словени водили, у освајању животног простора, са Ромејима. У објектима се налазе слојеви паљевине, дебели понекад и пола метра, остаци оружја поломљеног и изгубљеног током борбе. Али је још јаснији траг малог броја откривених металних налаза, пре свега гвожђа употрбљаваног за градњу дрвених конструкција. Изгледа да је потреба за металима у то време била толико велика, да су Словени након освајања превртали пепео по згариштима у потрази за овим металом од кога им је зависио живот. До археолога је доспео мали број ових предмета који су им том приликом промакли.

## Порекло назива
Српски ентолог Веселин Чајкановић сматра да у првој варијанти Јеринин град у ствари значи Јеленски (хеленски-грчки), што гледано из угла археологије има смисла. У време подизања утврђења, у IX веку, овај простор је био под окриљем Римског царства, која се крајем тог столећа поделила на источно и западно римско царство, припојивши Јеренин град источном царству. Град је прво велико разарање вероватно доживео током напада Хуна и њихових савезника. Пред крај V. века власт источног Цара враћа се на овај простор. Иако се и даље назива римским, већину становништва чине Грци, а грчки језик и култура полако постају доминантни. Када Словени и Срби стигну у ове крајеве, затичу потпуно хеленизовану Источну империју. Тако да је савим логично да су градове које су тада нападали називали Јелинским (Грчким) односно Јерининим градовима. По другом тумачењу Јеренин сматра се да је проклета Јерина била заправо вила, која је осуђена на вечно тумарање и лутање зидинама старог града.

## Данашње стање
Данас је од некадашњег епископског седишта остало врло мало приземних остатака бедема и грађевина, који су конзервирани. Међу најзанимљивијим локацијама унутар саме тврђаве треба, навести остатке Донжон куле са којих се пружа поглед на околину, епископске цркве и испосница у стени. За даља археолошка истраживања на овом локалитету недостају средства, али га његова непосредна близина Ваљеву, чини интересантним за програме археологије који се одвијају у истраживачкој станици Петница. Налази са археолошких истраживања су изложени у сталној поставци Народног музеја Ваљево.

### Књиге, поглавља и зборници
- Арсић, Радивоје (2012). Јеринин град - Бранговић Градац = Jerina's Citadel - Brangović Gradac (на језику: српски и енглески). Ваљево: Завод за заштиту споменика културе, (Ваљево : Ваљево принт).  190960908
- Арсић, Радивоје (2013). „Археолошко истраживање утврђења Јеринин град — Бранговић код Ваљева 2011. године.”. Резултати нових археолошких истраживања у северозападној Србији и суседним територијама / уредници Војислав Филиповић, Радивоје Арсић, Драгана Антоновић ; [превод Селена Витезовић]. Београд: Српско археолошко друштво ; Ваљево : Завод за заштиту споменика културе, (Ваљево : Ваљево принт): 225—236.  203639564
- Арсић, Радивоје; Чебашек, Елизабета; Ђенић, Ђорђе; Павловић, Невена; Пецикоза, Владимир (2019). Јеринин град : Бранговић. Ваљево: Народни музеј "Ваљево" : Завод за заштиту споменика културе, (Ваљево : Valjevoprint).  274765324
- Археолошки споменици и налазишта у Србији = Monuments et stations archéologiques en Serbie. I : западна Србија = Serbie occidentale / Српска академија наука ; уредник Ђурђе Бошковић ; збирка: Грађа / Српска академија наука ; књ. IX / Археолошки институт ; књ. 2. Београд: Научна књига, (Београд : штампарија и књиговезница Српске академије наука). 1953.  512023976
- Ваљево : постанак и успон градског средишта : саопштења са научног скупа поводом шест векова од најстаријег помена Ваљева у историјским изворима, одржаног 8-10. октобра 1993. године у Ваљеву / [главни и одговорни уредник Синиша Бранковић]. Ваљево: Народни музеј Ваљево ; Београд : Одељење за историју Филозофског факултета, (Ваљево : Ваљевска штампарија). 1994.  28512780  512326039
- Дероко, Александар (1950). Средњевековни градови у Србији, Црној Гори и Македонији. Београд: Просвета, (Београд : "Вук Караџић").  24840975
- Дероко, Александар (1953). „Средњевековни градови”. Археолошки споменици и налазишта у Србији I : западна Србија / Српска академија наука ; уредник Ђурђе Бошковић ; збирка: Грађа / Српска академија наука ; књ. IX / Археолошки институт ; књ. 2. Београд: Научна књига, (Београд : штампарија и књиговезница Српске академије наука): 35—37.  512023976
- Динић, Михаило (1953). „Западна Србија у средњем веку”. Археолошки споменици и налазишта у Србији I : западна Србија / Српска академија наука ; уредник Ђурђе Бошковић ; збирка: Грађа / Српска академија наука ; књ. IX / Археолошки институт ; књ. 2. Београд: Научна књига, (Београд : штампарија и књиговезница Српске академије наука): 23—30.  514077847  512023976
- Динић, Михаило (1978). Српске земље у средњем веку: историјско-географске студије. Београд: Српска књижевна задруга, (Београд : Култура).  51539975
- Ердељановић, Јован; Николић, Риста Т. (1899). Трговачки центри и путеви по српској земљи у средњем веку и у турско доба : историско-географска расправа. [Београд]: издање београдске општине, (Београд : штампарија Д. Димитријевића).  34556935
- Исаиловић, Марија (1989). Ваљево и околне области и средњем веку : прилози за историју. Ваљево: Народни музеј : "Милић Ракић" : СИЗ друштвених делатности, (Ваљево : "Милић Ракић").  2011404
- Јаневски, Божин (1996). Од античке Балбе до Валве : прилог тумачењу топонима Ваљево. Ваљево: Colubra, (Ваљево : Ваљевска штампарија).  109451527
- Janevski, Božin (2002). Vrata onostranog Srema = Valva Sirmii ulterioris : hronika. Valjevo: Ekološko društvo Gradac ; Novi Sad : Prometej, (Valjevo : Grafičar).  99704588
- Јовановић, Драгољуб (1953). „Бранговић — остаци града”. Археолошки споменици и налазишта у Србији I : западна Србија / Српска академија наука ; уредник Ђурђе Бошковић ; збирка: Грађа / Српска академија наука ; књ. IX / Археолошки институт ; књ. 2. Београд: Научна књига, (Београд : штампарија и књиговезница Српске академије наука): 52.  512023976
- Калић, Јованка (1994). „„Градац“ у Ваљеву”. Ваљево : постанак и успон градског средишта : саопштења са научног скупа поводом шест векова од најстаријег помена Ваљева у историјским изворима, одржаног 8-10. октобра 1993. године у Ваљеву / [главни и одговорни уредник Синиша Бранковић]. Ваљево: Народни музеј Ваљево ; Београд : Одељење за историју Филозофског факултета, (Ваљево : Ваљевска штампарија): 11—22.  28512780  512326039
- Каниц, Феликс (1985). Србија, земља и становништво : од римског доба до краја XIX века. Књ. 1. Београд: Српска књижевна задруга : Рад.  38922508
- Караџић, Вук Стефановић (1852). Српски рјечник : истумачен њемачкијем и латинскијем ријечима. У Бечу: у штампарији Јерменскога намастира.  73137671  132036359
- Караџић, Вук Стефановић (1986). Српски рјечник : (1852). [1, А-П] / [Вук Стеф. Караџић ; приредио Јован Кашић]. Београд: Просвета, (Београд : Београдски издавачко-графички завод).  38610956
- Кривошејев, Владимир (2012). Ваљево — настанак и развој града : прилози за урбану историју од првог помена до почетка 20. века. Ваљево: Parnas book; Народни музеј Ваљево; Историјски архив Ваљево; Завод за заштиту споменика културе Ваљево.  189044236
- Милићевић, Милан Ђ. (1973). Кнежевина Србија : географија - орографија - хидрографија - топографија - аркеологија - историја - етнографија - статистика - просвета - култура - управа. [Књ. 1] / написао М. [Милан] Ђ. Милићевић ; Фототипско изд.: У Београду : у Државној штампарији, 1876. (PDF). Београд: Слобода, (Београд : "Радиша Тимотић"). Архивирано из оригинала (PDF) 25. 10. 2020. г. Приступљено 22. 04. 2021.  38610956
- Павловић, Љубомир (1907). Колубара и Подгорина, фототипско издање у књизи Колубара и Подгорина: насеља, порекло становништва, обичаји; ур. Борислав Челиковић (2011). Београд: Службени гласник: САНУ,  (Београд : Гласник).  188266508
- Резултати нових археолошких истраживања у северозападној Србији и суседним територијама / уредници Војислав Филиповић, Радивоје Арсић, Драгана Антоновић ; [превод Селена Витезовић] (на језику: српски и енглески). Београд: Српско археолошко друштво ; Ваљево : Завод за заштиту споменика културе, (Ваљево : Ваљево принт). 2013.  203639564
- Савић, Велибор (2005). Ненадовића кула у Ваљеву. Ваљево: В. Савић, (Ваљево : Ваљево принт).  127014156
- Стаменић, Драган; Ћеранић, Зорица; Николић, Милоје Ж.; Арсић, Радивоје; Дражић, Тихомир; Марковић, Милан; Пејић, Светлана; Ћирић, Весна (2006). Споменичко наслеђе Колубарског и Мачванског Округа. Ваљево: Завод за заштиту споменика културе Ваљево, (Ваљево : Ваљево принт). ISBN 978-86-904745-2-3.  131307532
- Ферјанчић, Божидар (1994). „Проблем византијског наслеђа у северозападној Србији”. Ваљево : постанак и успон градског средишта : саопштења са научног скупа поводом шест векова од најстаријег помена Ваљева у историјским изворима, одржаног 8-10. октобра 1993. године у Ваљеву / [главни и одговорни уредник Синиша Бранковић]. Ваљево: Народни музеј Ваљево ; Београд : Одељење за историју Филозофског факултета, (Ваљево : Ваљевска штампарија): 49—58.  28512780  512326039
- Шкриванић, Гавро (1974). Путеви у средњовековној Србији. Београд: Туристичка штампа, (Београд : Култура).  24840207

### Часописи
- Avdić, Ivan; Bogić, Jasminka; Grumić, Tijana (2012). „Analiza životinjskih kostiju iz arheološke celine Kula 4 sa lokaliteta Jerinin grad u selu Brangović” (PDF). Petničke sveske. Valjevo: Istraživačka stanica Petnica (70/III): 432—437.  26416898
- Avdić, Ivan (2013). „Analiza tafonomskih i paleopatoloških promena na ljudskim skeletnim ostacima sa lokaliteta Brangović” (PDF). Petničke sveske. Valjevo: Istraživačka stanica Petnica (72/III): 459—472.  26416898
- Арсић, Радивојe (2010). „Латрони-антички разбојници и побуњеници у Колубари и Подгорини”. Колубара — Велики народни календар за просту 2010. Ваљево: Издавачко предузеће "Колубара": 158—165.  22146562
- Birešev, A.; Skopljak, Z.; Filipović, V. (1994). „Planigrafija srednjоvekovnog utvrđenja Jerinin grad u selu Brangović”. Petničke sveske. Valjevo: Istraživačka stanica Petnica (38/III): 57—68.  26416898
- Bogojević, Maša; Brančić, Anastasija (2018). „Mogućnosti primene kombinovanih tehnika na primeru keramičkih lonaca sa lokalieta Jerinin grad u Brangoviću” (PDF). Petničke sveske. Valjevo: Istraživačka stanica Petnica (77/III): 541—549.  26416898
- Daničić, Ivana (2015). „Dentalna analiza osteološkog materijala na individuama iz grobnice 1 sa lokaliteta Jerinin grad — Brangović” (PDF). Petničke sveske. Valjevo: Istraživačka stanica Petnica (74/III): 379—392.  26416898
- Исаиловић, Марија (1992). „Када је и где настало Ваљево”. Ваљевац — Велики народни календар за просту 1993. Ваљево: Агенција Ваљевац, (Ваљево : Ваљевска штампарија): 33—45.  11863564
- Јеж, Жељко; Старовић, Андреј (1994). „Археолошки локалитети и налазишта у ваљевском крају”. Ваљевац — Велики народни календар за просту 1994. Ваљево: Агенција Ваљевац, (Ваљево : Ваљевска штампарија): 369—381.  11863564
- Kukić, Marija; Mladenović, Mladen (2013). „Strategija ishrane na lokalitetu Jerinin grad — Brangović” (PDF). Petničke sveske. Valjevo: Istraživačka stanica Petnica (72/III): 473—479.  26416898
- Kukić, Marija (2014). „Tafonomska analiza životinjskih kostiju sa lokaliteta Jerinin grad — Brangović, sezona 2011-2012” (PDF). Petničke sveske. Valjevo: Istraživačka stanica Petnica (73/III): 415—423.  26416898
- Лома, Александар (1984). „Старим путевима. Из средњевековне топонимије ваљевског краја”. Ономатолошки прилози. Београд: Српска академија наука и уметности, Одељење језика и књижевности, Одбор за ономастику (5): 197—209.  521174679  36130  519758425
- Лома, Александар (1992). „Седам Ваљева”. Ваљевац — Велики народни календар за просту 1993. Ваљево: Агенција Ваљевац, (Ваљево : Ваљевска штампарија): 47—48.  11863564
- Milutinović, Lora; Pantić, Ivana (2016). „Analiza zooarheološkog materijala iz objekata 5 i 6 na lokalitetu Jerinin grad-Brangović” (PDF). Petničke sveske. Valjevo: Istraživačka stanica Petnica (75/III): 476—484.  26416898
- Мркобрад, Душан; Арсић, Радивоје (2004). „Бранговић — Прелиминарна археолошка истраживања раносредњовековног утврђења (VI-X век)” (PDF). Гласник - Историјски архив Ваљево. Ваљево: Историјски архив Ваљево (38): 79—101.  123104524  74951180
- Новаковић, Реља (1979). „Стримон, Струмен и Заструма”. Историјски часопис. Београд: Историјски институт, (Београд : Просвета). XXV—XXVI (1978—1979): 239—248.  169764615  3687170
- Pavlović, Tamara; Gajić, Aleksandar (2007). „Episkopska crkva na lokalitetu Brangović” (PDF). Petničke sveske. Valjevo: Istraživačka stanica Petnica (63/III): 341—345.  26416898
- Пецикоза, Владимир (2016). „Прозорско стакло са рановизантијске цркве на локалитету Јеринин град у Бранговићу код Ваљева”. Гласник Српског археолошког друштва. Београд: Српско археолошко друштво (32): 329—341.  228293900  6519298
- Романовић, Живко М. (1994). „Заборављене развалине”. Ваљевац — Велики народни календар за просту 1994. Ваљево: Агенција Ваљевац, (Ваљево : Ваљевска штампарија): 81—86.  11863564
- Храбак, Богумил (1953). „Трг Ваљево у Средњем веку”. Историјски гласник. Београд: Друштво историчара СР Србије (3—4): 91—102.  174104839  54551  113877255

### Правни акти
- „Одлука о утврђивању локалитета Јеринин град у селу Бранговић за, археолошко налазиште, 05 број 633-2760/2012, У Београду, 10. маја 2012. године, Влада, Први потпредседник Владе – заменик председника Владе, Ивица Дачић, с.р.” (PDF). Службени гласник Републике Србије, бр. 50. 18. 5. 2012. стр. 23—24. Приступљено 5. 5. 2021.